# James Hamilton de Bothwellhaugh
Pour les articles homonymes, voir James Hamilton et Hamilton.
James Hamilton de Bothwellhaugh (mort en 1581) est un partisan de Marie Stuart qui a assassiné James Stewart, 1er comte de Moray, régent d'Écosse, en janvier 1570,,.

## Famille
James Hamilton est issu du clan Hamilton de Bothwellhaugh, près de Hamilton dans la vallée de la Clyde, fils de David Hamilton et Christian Shaw. Les terres sont toujours la propriété des ducs de Hamilton, mais le village de Bothwellhaugh n'existe plus.
Des frères de James sont aussi accusés du meurtre, Arthur, appelé plus tard de Bothwellhaugh, James, prévôt de Bothwell, et David Hamilton de Monktonmains dit aussi plus tard de Bothwellhaugh. David aurait assisté à la mort du Régent Lennox en 1571.
James Hamilton épouse Isobel Sinclair, fille d'Oliver Sinclair et Katherine Bellenden et cohéritière de Woodhouselee, un château près de Penicuik dans le Midlothian. La sœur d'Isobel épouse David, frère de James.

## Contexte
Comme la plupart des membres de sa famille, James est un partisan de Marie Stuart, reine d'Écosse, et combat pour elle contre le régent James Stewart, comte de Morey et demi-frère de Marie, à la bataille de Langside en 1568. James est fait prisonnier mais est épargné. Selon l'historien du XVIIe siècle David Calderwood, c'est le réformateur John Knox qui obtient sa libération.
Marie Stuart emprisonnée, son propre fils James VI règne sur l'Écosse avec son demi-frère James Stewart qui commence une politique de pacification. Les Hamilton eux, restent fidèles à Marie Tudor.
Une histoire traditionnelle (rapportée dans une fiction de Walter Scott, la ballade Le château de Cadyow) veut que James ait été ennemi du Régent à cause de l'expulsion de sa femme et de son enfant du domaine de Woodhouselee. James Hamilton aurait donné le domaine à James Ballenden pour s'assurer la liberté après la bataille de Langside. Bellenden aurait pris possession du domaine au milieu de la nuit, laissant dehors dans le froid la femme et le bébé de James Hamilton seulement vêtus de leurs habits de nuit. Les fantômes de la femme et de l'enfant hanteraient encore le château et leurs cris auraient été entendus par les habitants alentour.
Le domaine de Woodhouslee a été cédé pour quarante années aux Bellenden après l'assassinat. L'histoire qui veut que James Hamilton aurait donné Wooddhouselee à James Bellenden après la bataille de Langside apparaît pour la première fois dans l'Histoire de John Spottiswood, sans l'expulsion du logement.
Les principales causes de l'assassinat sont enracinées dans les rivalités politiques de l'époque, et on suppose que l'oncle de James Hamilton, l'évêque de Saint-Andrews John Hamilton, était au courant du complot (John peut avoir été le frère de la mère de James, Christian Shaw, ou bien le terme « oncle » peut avoir été un titre de courtoisie).
Peu après le meurtre de Moray, son secrétaire John Wood est également assassiné, ce second meurtre plaidant pour les historiens, dont le contemporain George Buchanan, en faveur de motifs politiques et non privés.

## Assassinat

### Préparation

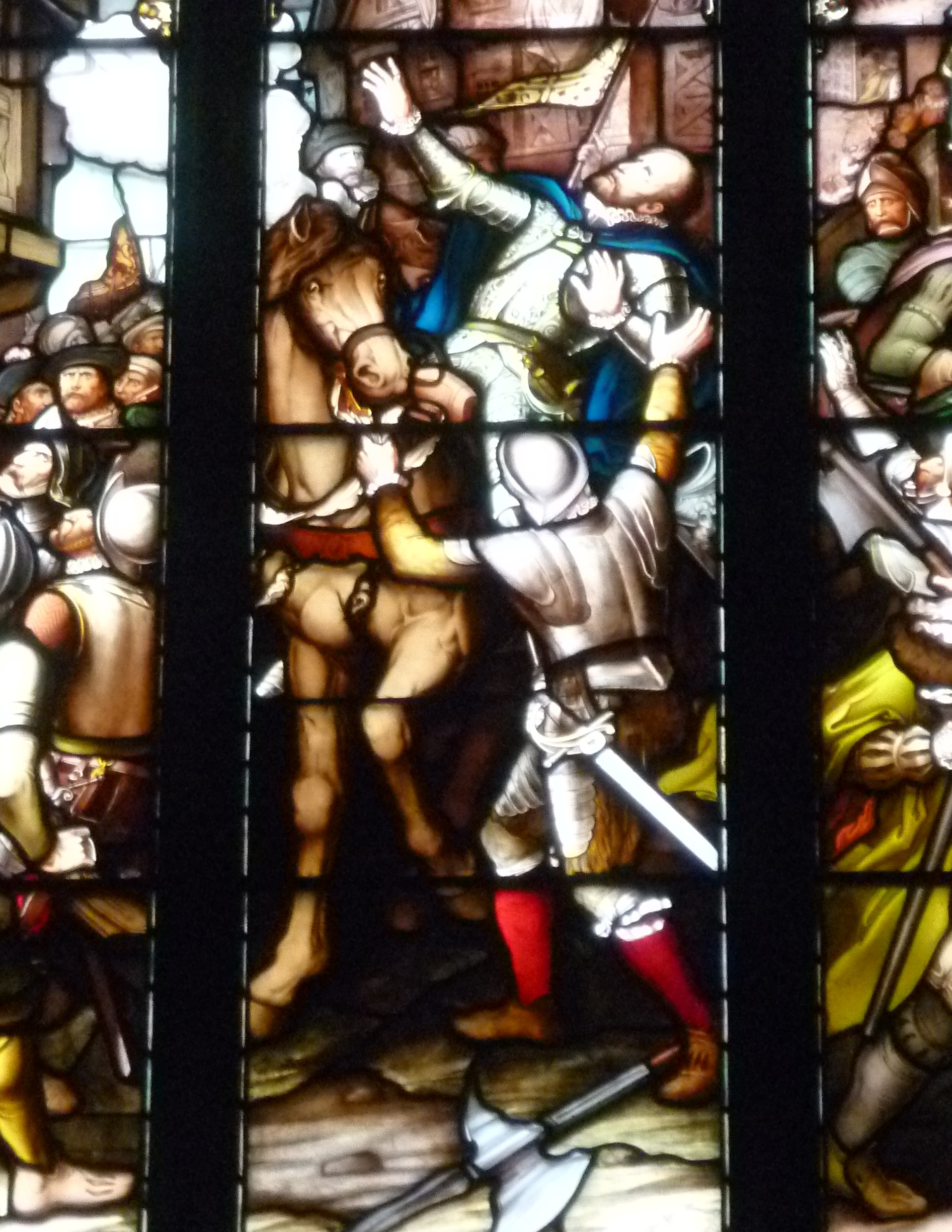
Détail d'un vitrail de la Cathédrale Saint-Gilles d'Édimbourg.

Moray est nommé régent d'Écosse après l'abdication de Marie Stuart en 1567, et affronte ses partisans. Il fait brûler le château de Rutherglen en 1569 en représailles contre les Hamilton. James Hamilton décide de tuer Moray et voyage jusqu'au Marches écossaises, Édimbourg, York, Perth, Glasgow et Stirling sans qu'aucune occasion ne se présente. Enfin, il se rend à Linlithgow chez le prévôt Charles Drumond, frère du Maître des travaux de la couronne d'Écosse Robert Drummond.
Quand Moray quitte son domaine pour se rendre à Édimbourg, une occasion se présente. Hamilton a six complices issus de sa famille proche, et prépare l'assassinat avec soin dans une galerie de bois en surplomb d'une des maisons des Hamilton.
John Knox informe son secrétaire Richard Bannatayne du danger que représente la visite de Moray à Linlithgow, le secrétaire avertit alors Agnes Keith, femme du Régent. Knox a appris que l'attentat doit se dérouler sur High Street et fait suggérer un autre itinéraire, en vain.
Leith Ritchie rapporte les préparatifs ainsi : Hamilton dépose des plumes sur le sol pour étouffer les bruits de ses pas, suspend un habit noir au mur pour masquer son ombre et se munit d'une carabine à platine à mèche et canon rayé pour la précision. Tous les accès sont barricadés ou bloqués par des buissons d'ajoncs épineux ; une source de l'époque rapporte qu'un cheval sellé l'attend.

### Exécution

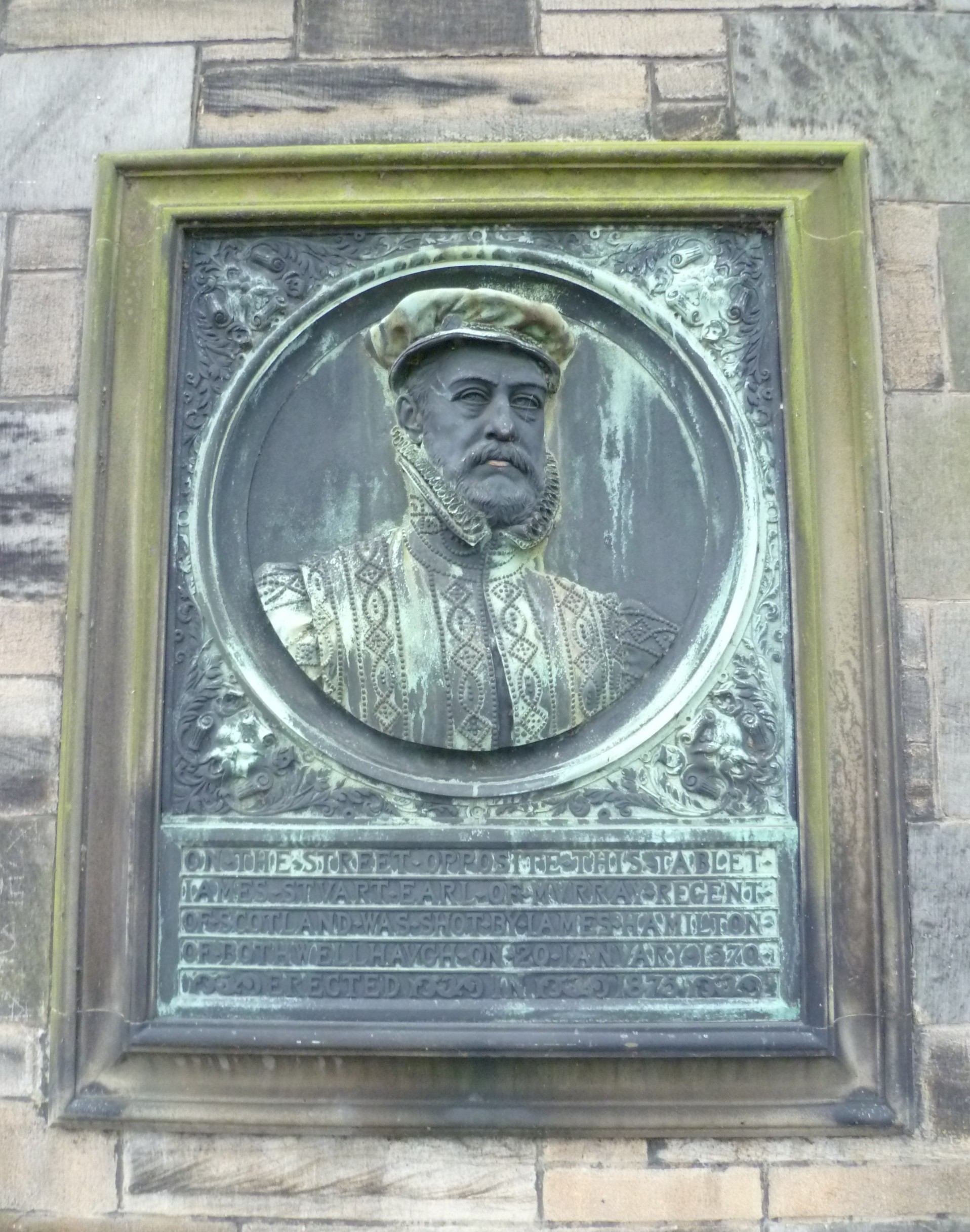
Plaque commémorative près du lieu de l'assassinat.

Le 21 janvier 1570, James Hamilton fait feu sur le Régent depuis une fenêtre masquée par du linge et le blesse mortellement. Un tableau de George Cattermole dépeint la scène, mais l'arme représentée est un mousquet à mèche et non l'arme utilisée.
Après une chevauchée désespérée, poursuivi par les hommes du Régent, James trouve refuge chez sa parentèle à Hamilton. Selon George Buchanan, le cheval a été fourni par Lord John Hamilton, 1er Marquis de Hamilton et abbé d'Arbroath. Buchanan écrit que le coup fatal a aussi tué un cheval d'un des compagnons de Moray. Le Régent a dessellé, blessé sous le nombril, et il gagne son logement et meurt le même jour dans l'heure avant minuit au Palais de Linlithgow selon le Diurnal of Occurents
Les événements sont rapportés par le journal de l'époque de Robert Birrel :

« Le Comte de Moray, le Bon Régent, a été abattu à Linlithgow par James Hamilton de Bothwell-haugh qui a tiré sur le régent avec un fusil depuis une fenêtre et s'est ensuite sauvé par l'arrière de la maison et a sauté sur un très bon cheval que les Hamilton lui avaient préparé ; et, poursuivi, comme il n'avait pas de cravache, tira son poignard et aiguillonna son cheval sur la croupe, le faisant bondir, par ce moyen il s'échappa. »

L'historien du XVIIe siècle David Calderwood donne plus de détails sur le tir : « sur une hacquebute à crocs, à travers une fenêtre à volets, depuis un escalier masqué par du linge à sécher pour cacher la fumée et rendre l'endroit moins visible ».

## Conséquences

### Funérailles et guerre civile
Les nouvelles de l'attentat se propagent rapidement jusqu'en Angleterre. Le 26 janvier, le maréchal William Drury sait que le Régent est mort, qu'Hamilton s'est échappé, que la maison de l'évêque à Linlithgow a été incendiée et que le fusil de l'assassin appartient à Lord John Hamilton, abbé d'Arbroath. Le 29 janvier, la reine Élisabeth à Londres est informée de l'attentat mais ne sait pas que Moray est mort. Selon David Calderwood, la nuit suivant la mort de Moray, Walter Scott 4e Baron de Buccleuch et Thomas Ker de Ferniehirst lancent une attaque à la frontière anglaise pour soutenir la conspiration.
Le corps du Régent est d'abord amené à la chapelle royale du palais de Stirling, puis emmené par bateau sur le Forth à Leith puis au palais de Holyrood. Moray est inhumé à la cathédrale Saint-Gilles d'Édimbourg, sa dépouille portée par six comtes et lords, et ses armoiries portées par William Kirkcaldy de Grange. John Knox avait interdit les sermons funèbres « pour la raison qu'ils glorifient le défunt et affichent une distinction entre riches et pauvres » mais cette interdiction fut levée pour l'occasion. Sa femme, Agnès Keith, avait commandé un monument en pierre, mais celui visible à l'époque moderne est une réplique datant de 1864, de même que le vitrail de la cathédrale représentant l'assassinat.
Le demi-frère de Moray, William Douglas 6e comte de Morton, demande l'arrestation des chefs du clan Hamilton. Kirkcaldy de Grange refuse de mener combat contre tous les membres de la famille. Après une bataille au pont de Linlithgow fin avril 1570 s'ensuit une période de guerre civile en Écosse jusqu'au siège d'Édimbourg.
Après quelque temps, James Hamilton quitte le pays et part pour la France où il offre ses services aux de Guise, parents de Marie Stuart. Néanmoins, quand on lui demande d'assassiner le comte de Coligny, il refuse arguant qu'un homme d'honneur a le juste droit de régler ses querelles personnelles mais pas de tuer pour les autres.
Son oncle John Hamilton, évêque de Saint-Andrews est capturé, jugé pour Art and Part (complicité) dans la mort du Régent et pendu à Stirling.
Deux courriers au moins seront interceptés et conservés par le secrétaire d'État William Cecil. Dans l'un, James Hamilton demande une aide financière à Marie Stuart car il a perdu « tout ce qu'il avait pour vivre pour le service de Sa Majesté ». L'autre, écrite après la mort de l'évêque, demande à ses frères David et John de lui envoyer ses fusils, pistolets et une cuirasse pour se protéger des balles.

### Verdict
Le Parlement d'Écosse déclare rebelle le clan Hamilton en octobre 1579 après la prise de leurs places-fortes en mai. Le 21 octobre et le 10 novembre, le parlement entend un rapport sur le meurtre du Régent, James Hamilton est dit de Woodhouselee et de Woodhouselee dit Bothwellhaugh dans les registres. Il y est dit avoir tiré deux fois sur le Régent Moray dans le ventre et au nombril le 23 janvier 1570 avec un fusil chargé de deux balles de plomb. Par sa fuite en France, il assume sa trahison et le meurtre. Le rapport est issu du témoignage d'Arthur Hamilton de Myreton, capitaine d'Hamilton, exécuté à Stirling pour avoir pris part au meurtre.
Arthur Hamilton, le frère de James qui est supposé avoir fixé les étriers de James à Linlithgow lors de sa fuite, est interrogé en mai 1579 mais plusieurs lords demandent qu'il soit épargné.
Quatre autres membres de la famille sont accusés de participation directe au meurtre aux assises de Stirling en mai 1579, dont David Hamilton, fils de Hamilton de Mirington, Laird de Sillerton, mais tous rejettent les accusations et sont emprisonnés. James Hamilton est alors encore en France, il est mentionné comme Bodilaugh dans les courriers de l'ambassadeur anglais William Brooke 10e Baron Cobham, indiquant peut-être la prononciation de l'époque.
Christian Shaw, mère de James et veuve de David Hamilton de Bothwellhaugh, est accusée en février 1571 d'avoir aidé à l'assassinat. Son fils Arthur, frère de James, est acquitté en janvier 1581.

### Rétablissement des droits
En janvier 1592, David, frère de James, et Alison Sinclair, sœur de James, voient leurs droits d'héritage sur les biens de Woodhouselee pleinement restaurés, en dépit de l'opposition de l'officier d'État. Les biens avaient été confisqués après le meurtre de Moray et destinés à Lewis Bellenden. Un acte du Parlement du 24 juin 1609 établit leur droit de propriété contre celui de Bellenden de Broughton.

### David Hamilton
Son frère David est enterré à Troon, sa fille a épousé un Fullarton de Crosbie Castle. Une tradition familiale des Fullarton suggère que ce David Hamilton pourrait avoir été étroitement mêlé à l'assassinat, voire en aurait été l'auteur. Les biens de David ont été confisqués par le traité de pacification de Perth en 1573, mais ses terres lui sont restituées par un acte de 1592.
Au vu de l'absence de suites juridiques, John Bain, historien du XIXe siècle considère que David et James étaient probablement présents à Linlithgrow et que c'est leur serviteur Pate Wilson qui a tiré.
En 1545, le prévôt John Hamilton avait loué à David et sa femme Christian Shaw, père et mère de James, des terres à Monkton, South Ayrshire, ainsi David, le frère de James, mort en 1619, était nommé Hamilton de Monktonmains et aussi de Bothwellhaugh. Selon Hamilton de Wishaw, David est mort en 1613 Le juge et homme politique John Colville écrit que David a participé à la bataille de Stirling en 1571 où le Régent Lennox a été tué.

### Timothy Pont
La carte de Linlithgow établie par le topographe Timothy Pont (en) montre les maisons de High Street, l'une d'elles étant la propriété de l'évêque John Hamilton et la galerie en surplomb d'où le coup a été tiré,.

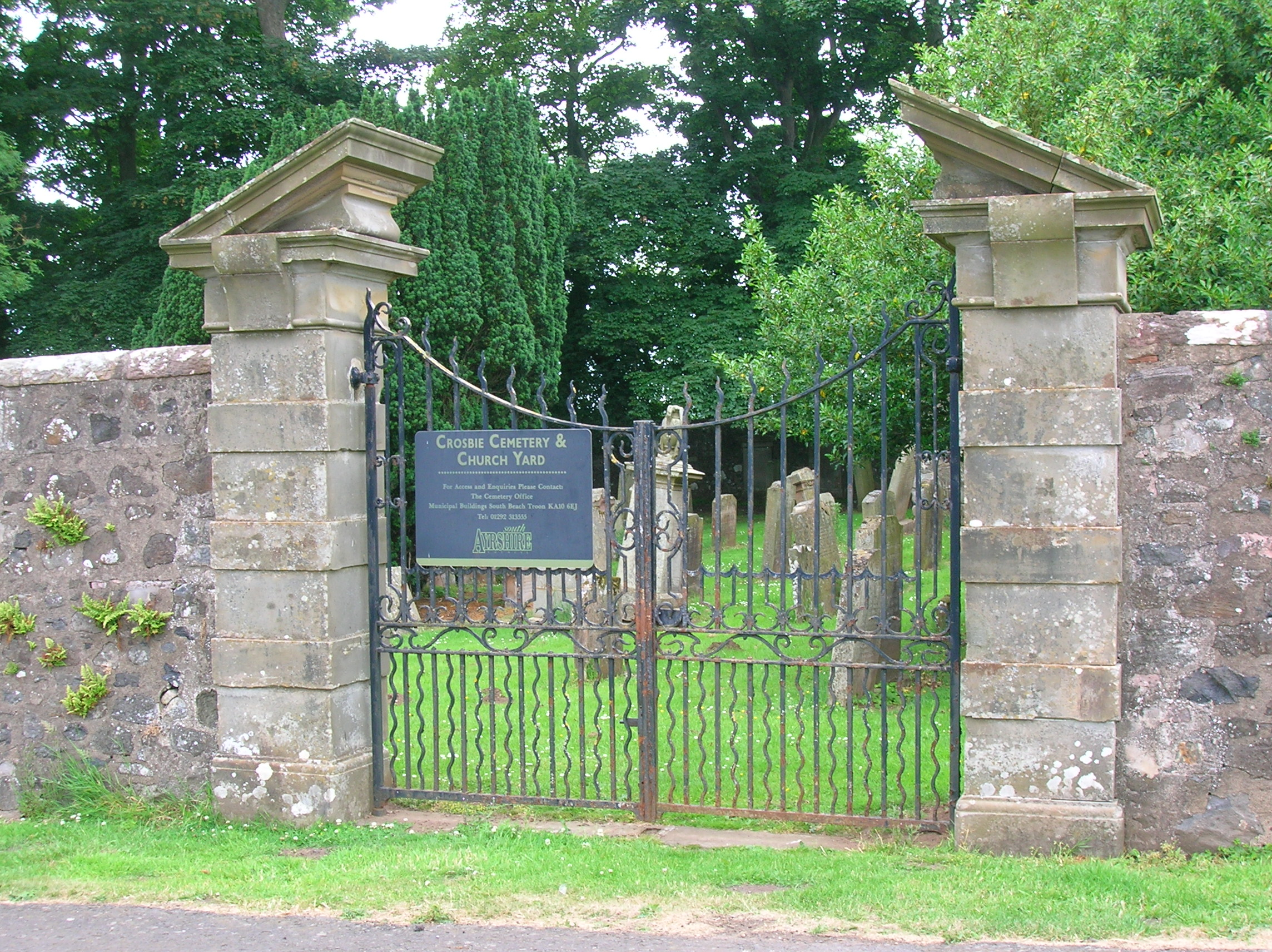
Entrée de l'église de Crosbie.
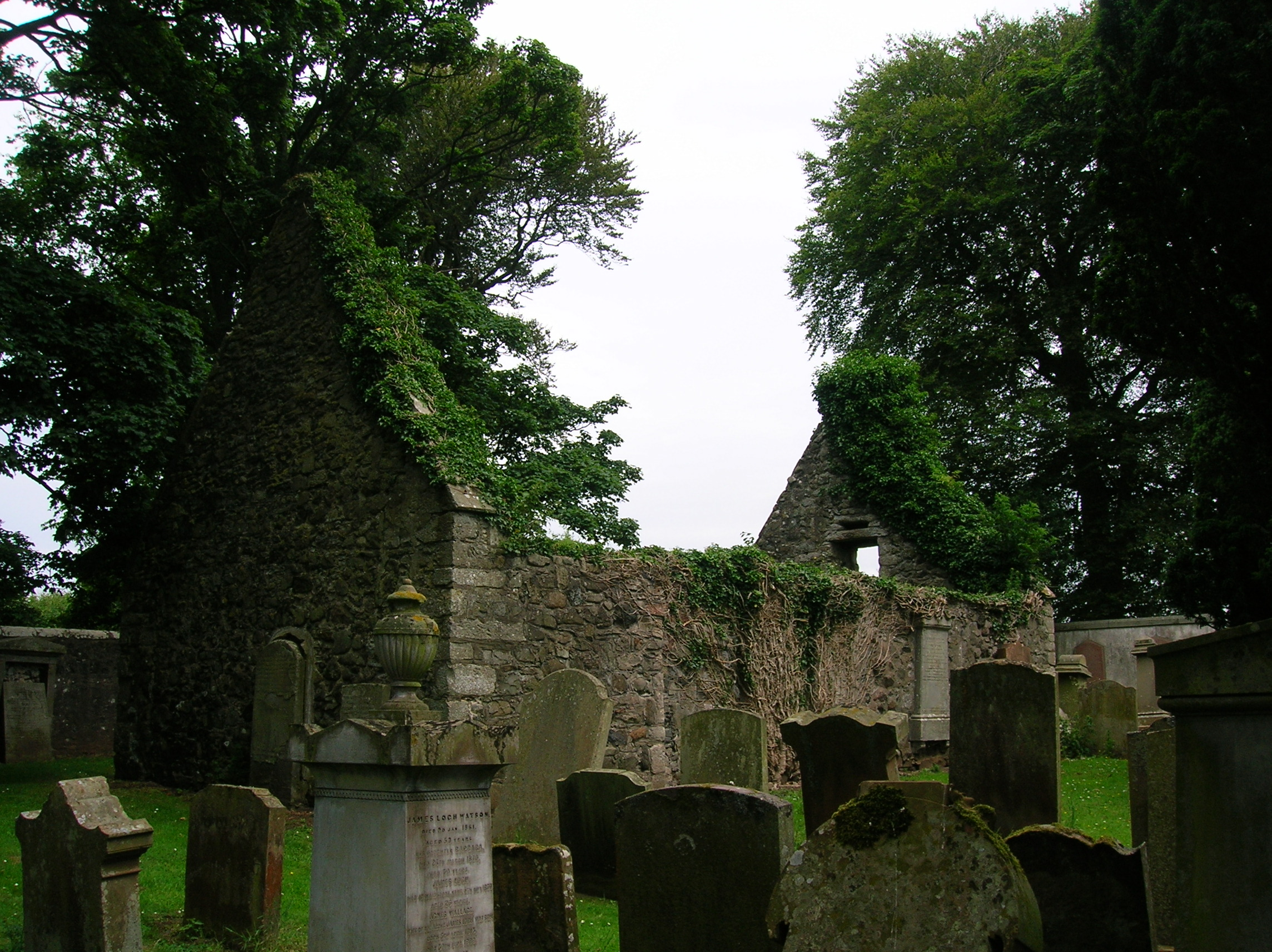
Église de Crosbie et cimetière.
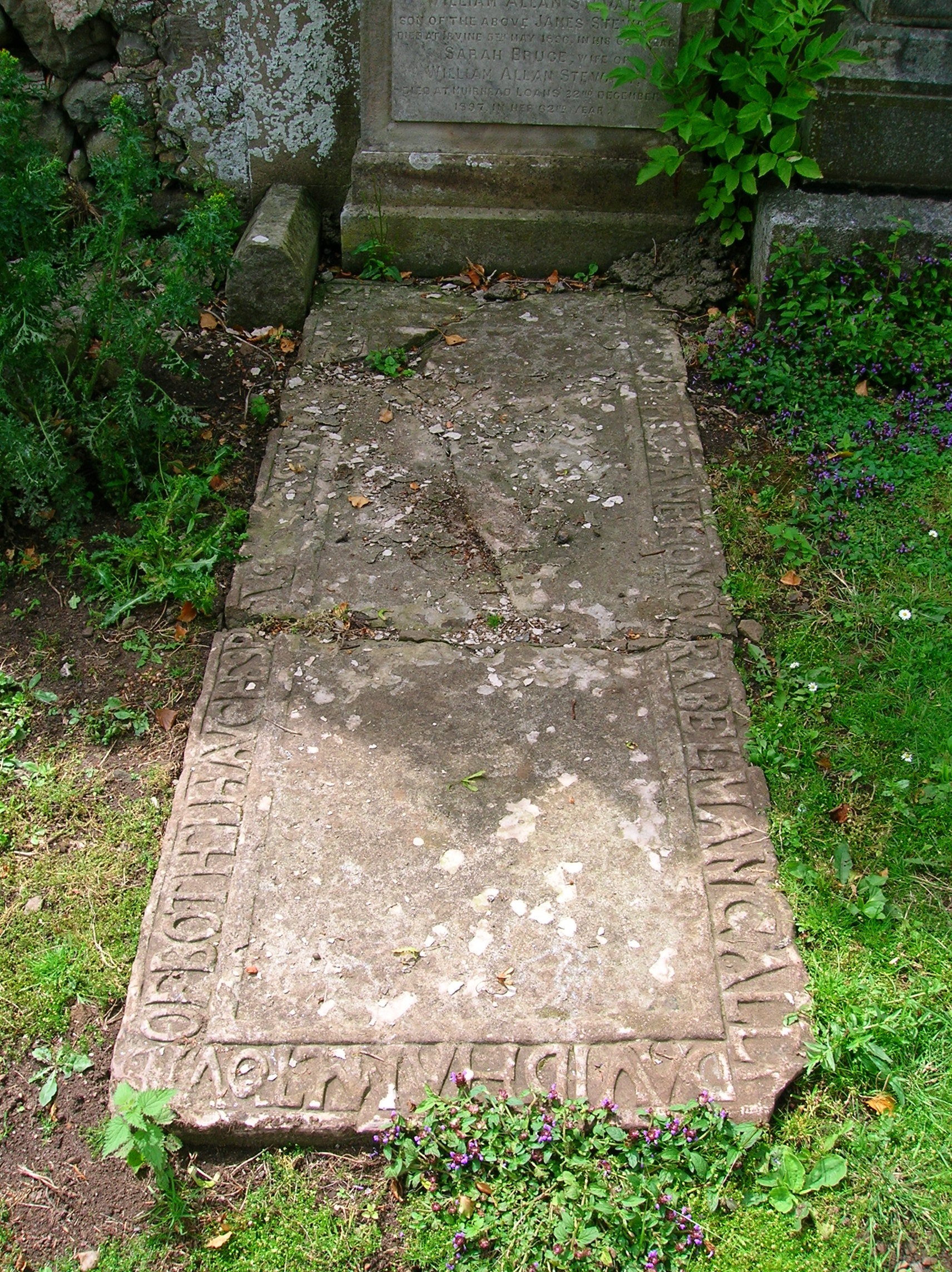
Tombe de David Hamilton de Bothwellhaugh, date de 1619 peut-être erronée[8].
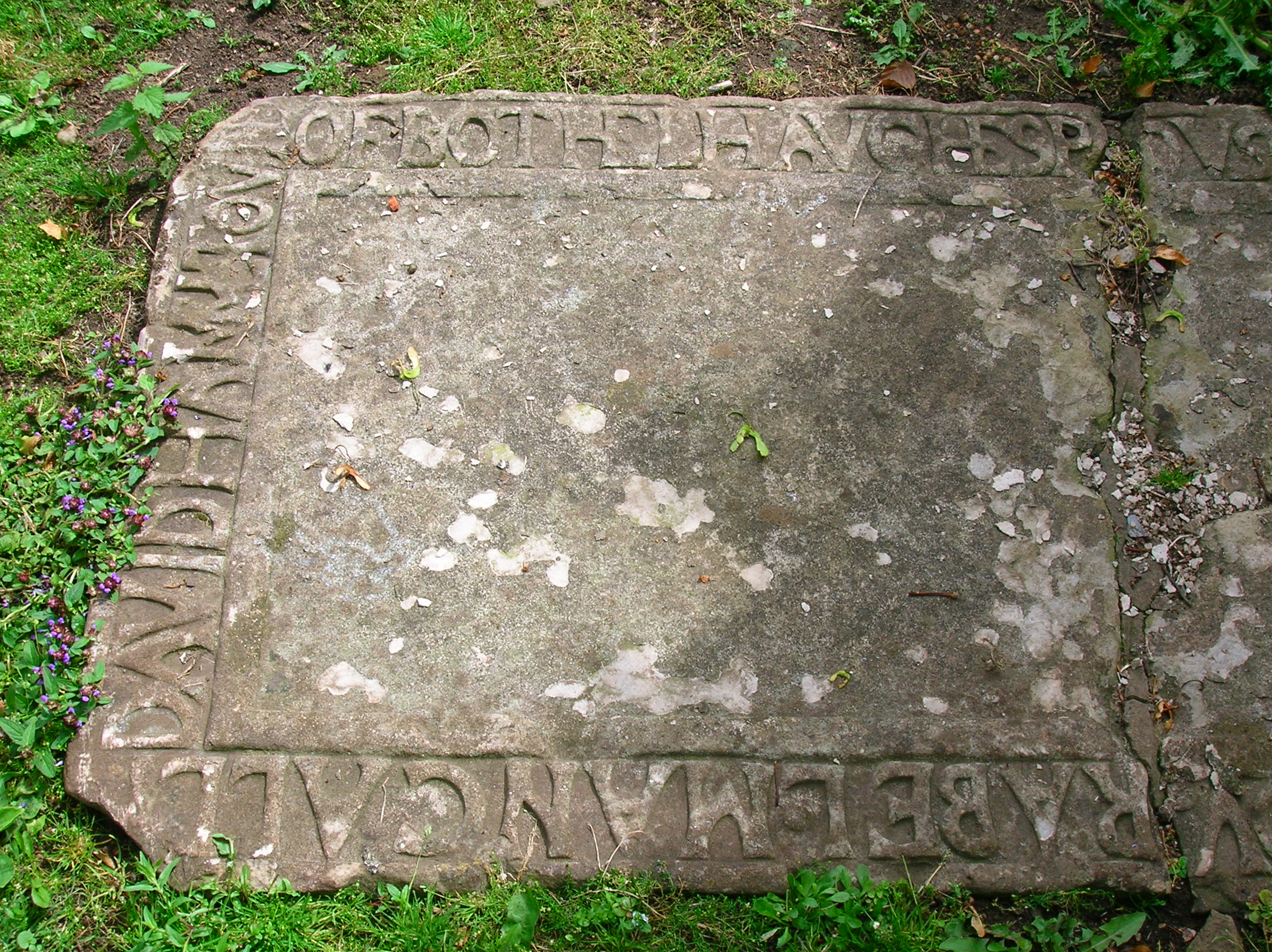
Inscription sur la tombe de David.